# Humboldtia

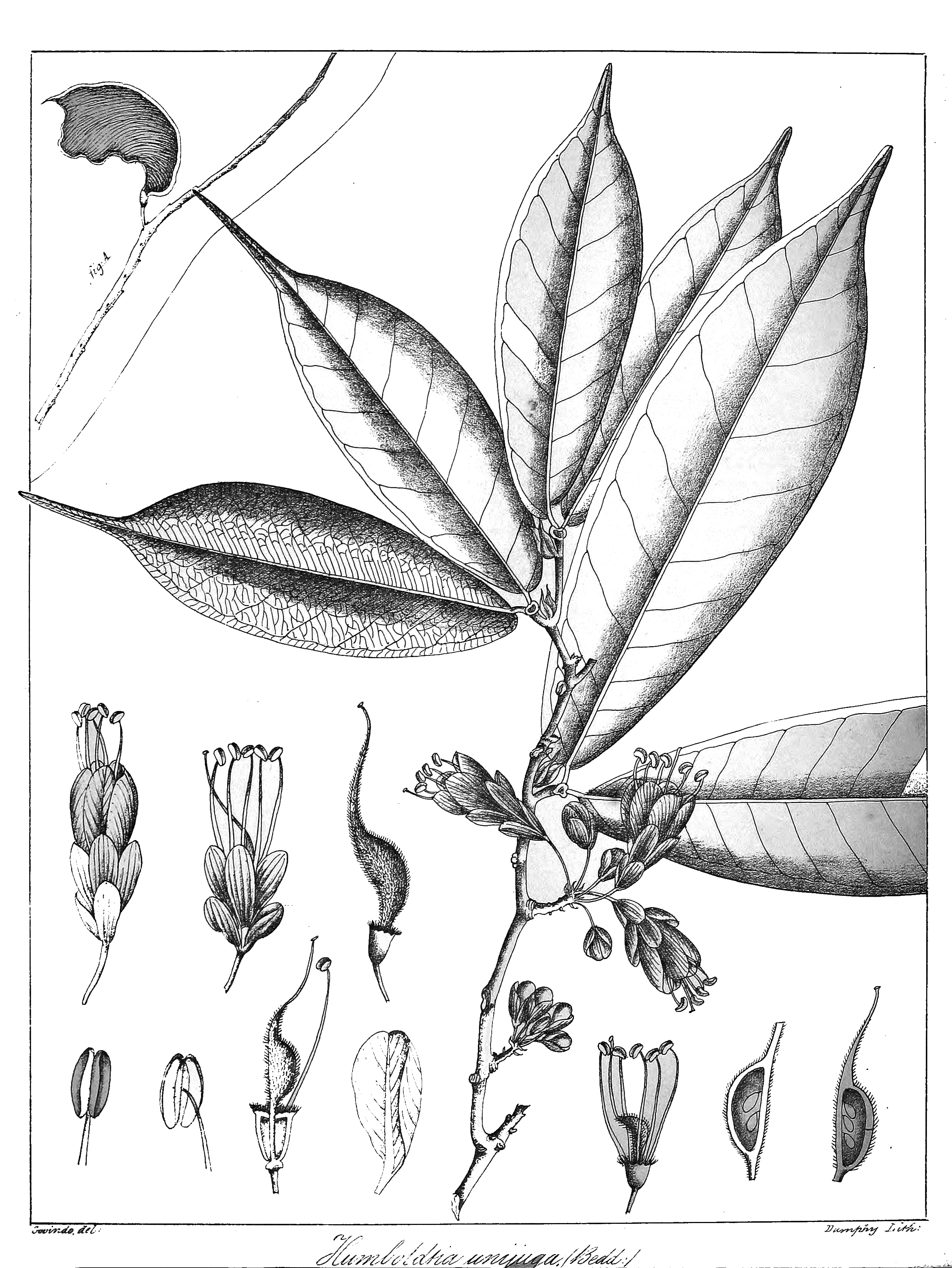
Ilustrace Humboldtia unijuga z roku 1873

Humboldtia je rod rostlin z čeledi bobovité. Jsou to keře a stromy se střídavými sudozpeřenými listy a poměrně nápadnými květy, uspořádanými v hustých hroznech. Plodem je lusk. Duté větévky některých druhů jsou obývány symbiotickými mravenci. Rod zahrnuje 7 druhů, z nichž většina roste v jižní Indii a jeden na Srí Lance. Některé druhy jsou využívány v domorodé medicíně, lokálně jsou pěstovány i jako tropické okrasné dřeviny.

## Popis
Zástupci rodu Humboldtia jsou keře nebo malé až středně vysoké stromy, dorůstající obvykle výšky do 16 metrů. Humboldtia vahliana může dosáhnout výšky až 20 metrů a průměru kmene 60 až 80 cm. Listy jsou střídavé, sudozpeřené, složené z několika párů téměř či zcela vstřícných lístků.
Palisty jsou 2 až 6 cm velké, nápadné a vytrvalé, palístky chybějí. Mladé rozvíjející se listy jsou splihlé a bělavé či purpurově zbarvené.
Květy jsou růžové, červené nebo oranžové, oboupohlavné, uspořádané v hustých nevětvených hroznech nebo případně chocholících. Kalich je čtyřčetný, koruna více či méně nepravidelná, pětičetná nebo vlivem redukce spodních korunních lístků jen trojčetná. Tyčinek je 5, jsou volné, s dlouhými nitkami, a střídají se s 5 sterilními staminodii. Semeník je stopkatý, obsahuje několik vajíček a nese dlouhou čnělku zakončenou hlavatou bliznou. Plodem je zploštělý, kožovitý lusk pukající dvěma chlopněmi.

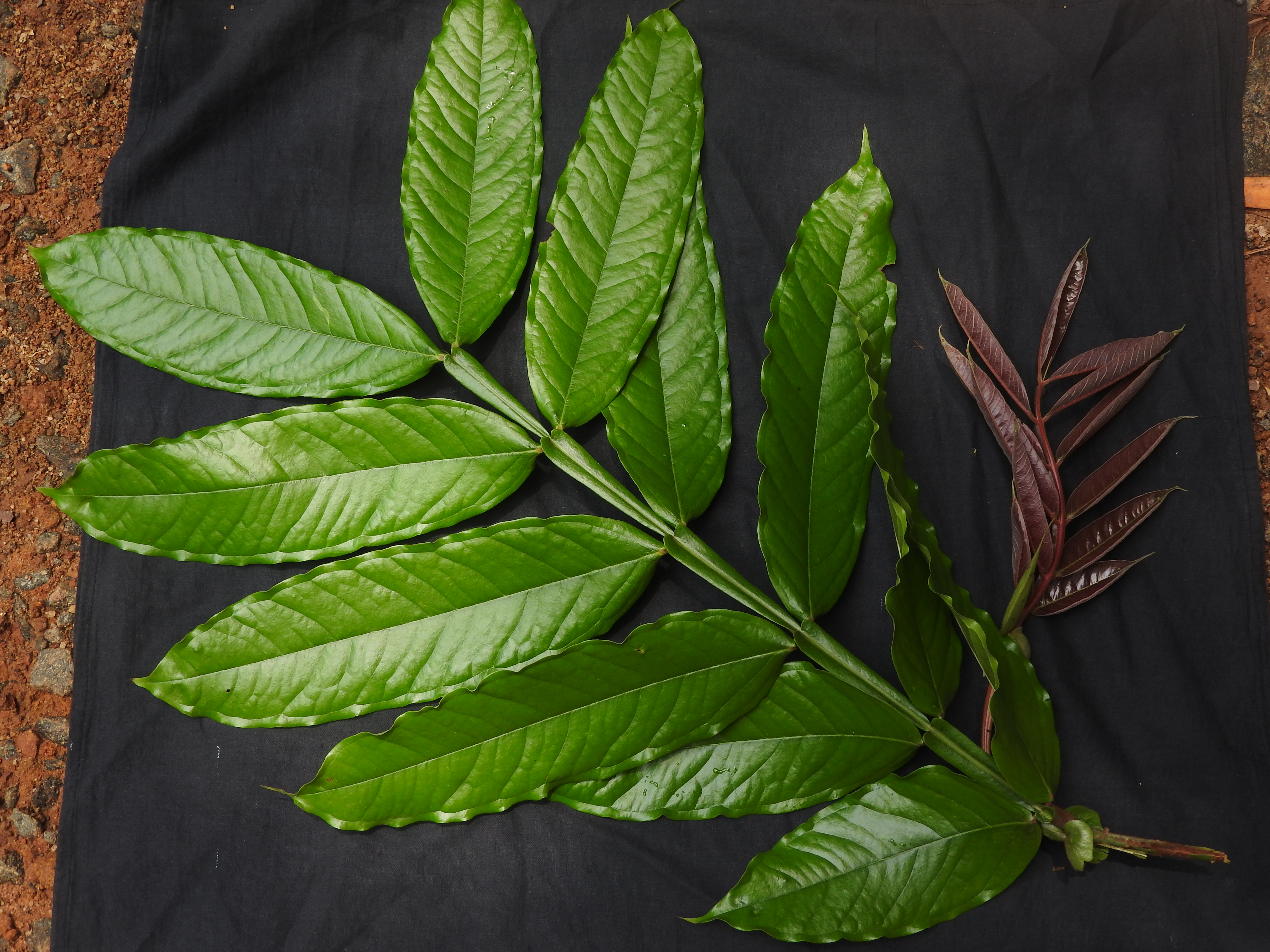
List Humboldtia decurrens
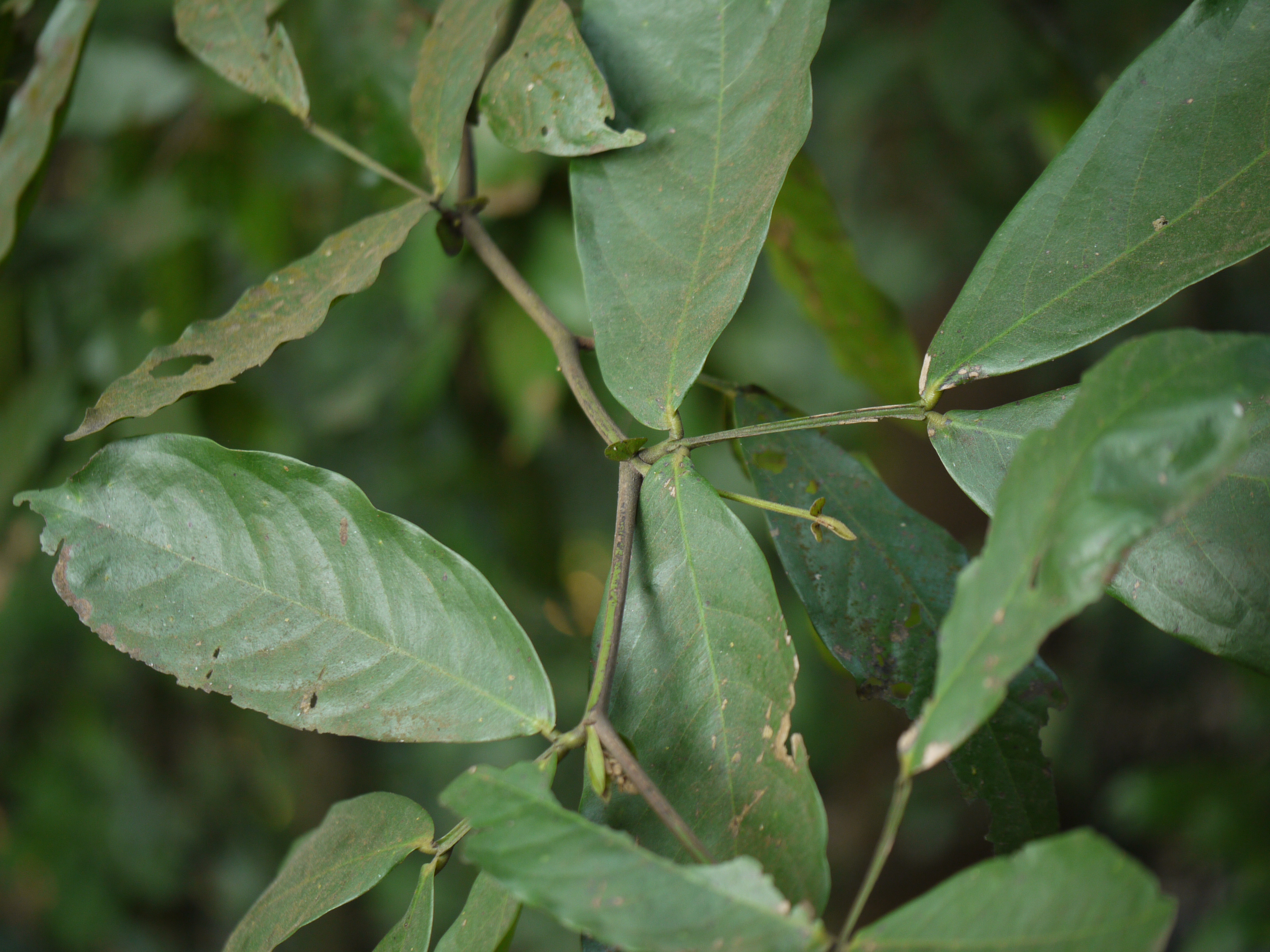
Olistění Humboldtia brunonis
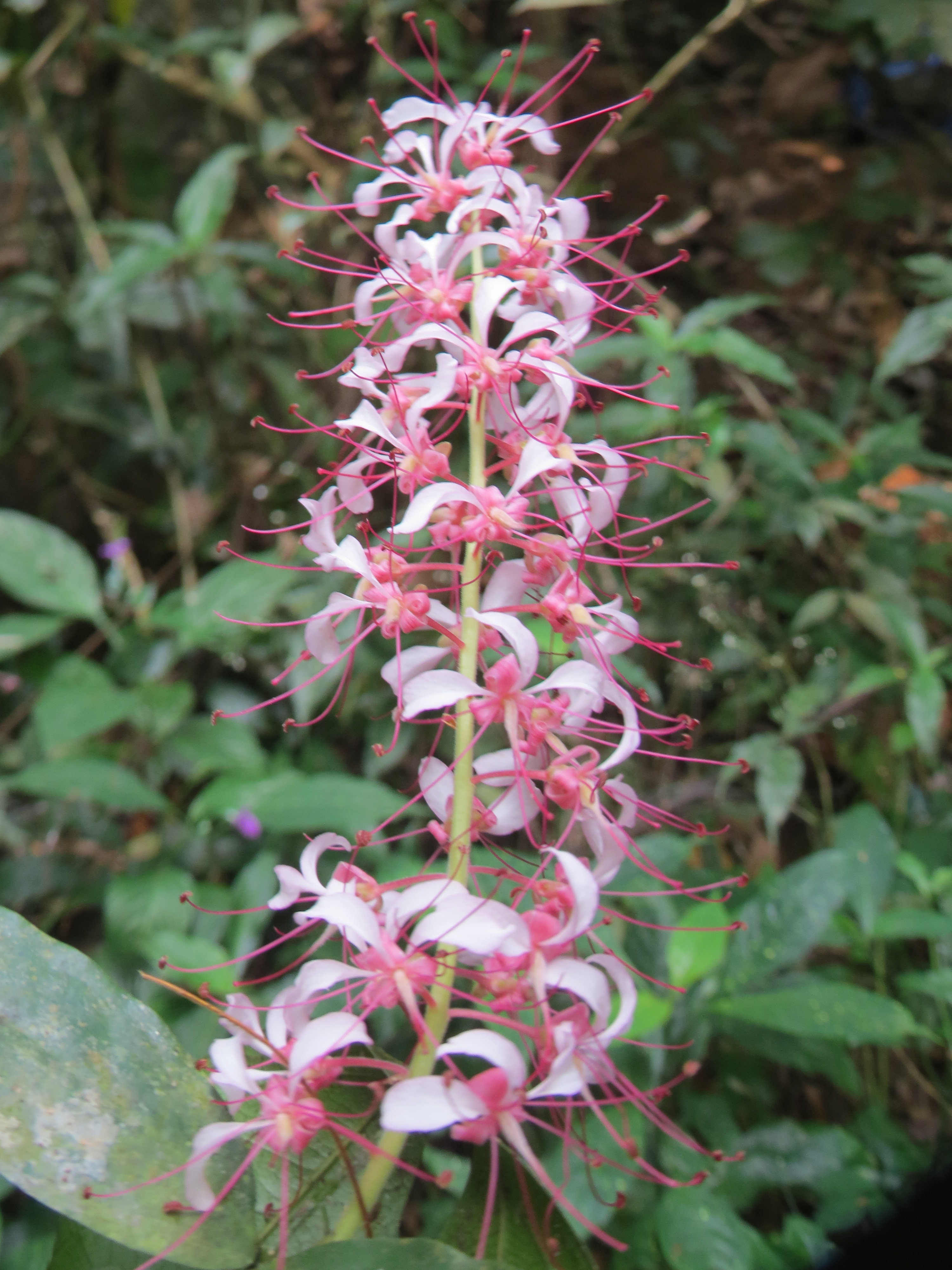
Květenství Humboldtia brunonis
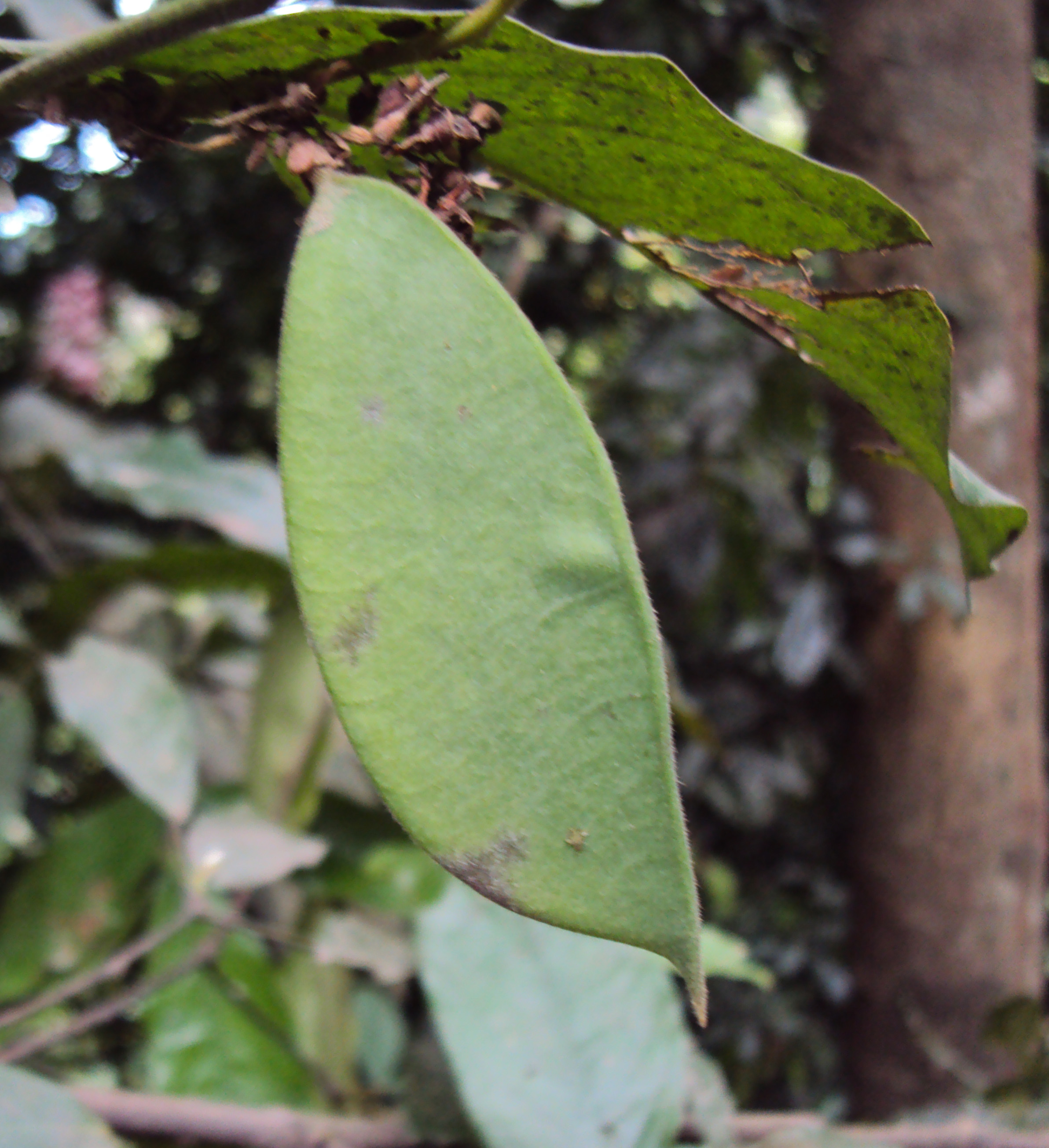
Nedozrálý plod Humboldtia brunonis

## Rozšíření
Rod Humboldtia zahrnuje 7 druhů a je s jedinou výjimkou rozšířen výhradně na jihu Indie. Druh Humboldtia laurifolia je endemit Srí Lanky. Vyskytují se jako součást submontánních a montánních nebo i nížinných stálezelených lesů v nadmořských výškách od 200 do 1200 metrů a vyhledávají charakteristicky zejména stanoviště v blízkosti vodních toků.
Humboldtia laurifolia je na Srí Lance běžnou složkou podrostu nížinných lesů. Často roste podobně jako indické druhy H. unijuga a H. brunonis ve skupinách, které vznikají vegetativním rozmnožováním prostřednictvím odnožování a kořenících spodních větví.

## Ekologické interakce
Některé druhy, jmenovitě Humboldtia laurifolia, H. decurrens a H. brunonis, mají dutá internodia větévek, která jsou obývána symbiotickými mravenci. Mladé větévky se během vývoje lehce nadouvají, dochází ke kolapsu vnitřní dřeně a u horního konce internodia se formuje štěrbinovitý vstupní otvor. Mimo příbytku poskytuje dřevina mravencům i potravu v podobě nektaru vylučovaného extraflorálními nektárii umístěnými na listech, palistech a také na listenech obklopujících květní poupata. Mravenci ji na oplátku chrání před býložravci.
Na rostlinách Humboldtia laurifolia bylo zjištěno celkem 14 druhů mravenců, z nichž nejběžnější je Technomyrmex albipes.
Vedle mravenců obývá duté větvičky i různý jiný hmyz, který je dostatečně malý na to, aby se protáhl štěrbinou. Budují si zde hnízda některé vosy z čeledi kutíkovití (Crabronidae) a samotářské včely, z nichž některé jsou parazité či predátoři mravenců.

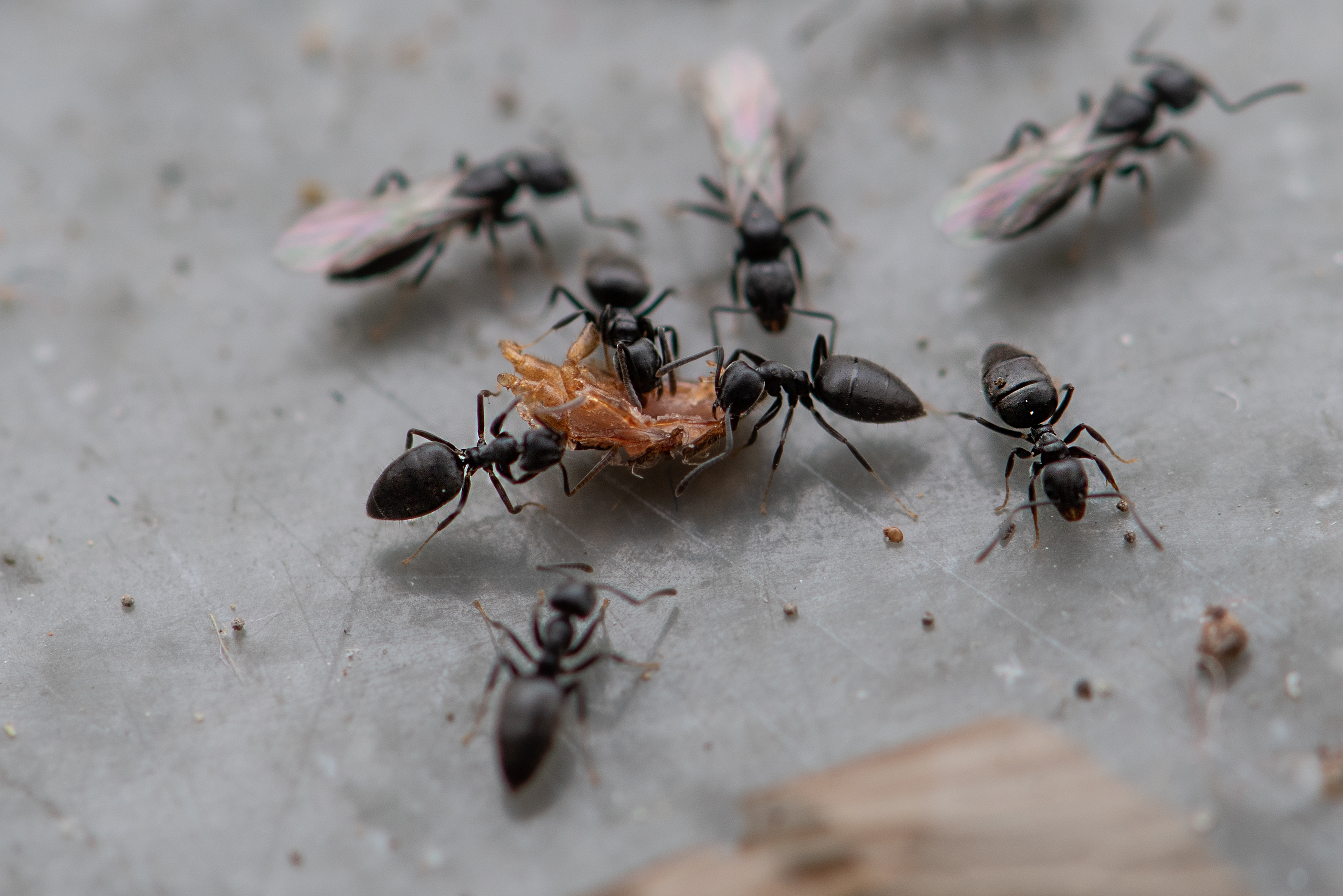
Rojící se mravenci Technomyrmex albipes

## Obsahové látky a účinek
V rostlinách rodu Humboldtia byla zjištěna široká paleta rozličných obsahových látek, zahrnující glykosidy, flavonoidy, terpenoidy, steroidy, fenolické sloučeniny a alkaloidy. U extraktů z těchto rostlin byl prokázán antibakteriální, protizánětlivý a protinádorový účinek. Působí rovněž proti tuberkulóze.

## Taxonomie
Rod Humboldtia je v rámci čeledi Fabaceae řazen do podčeledi Detarioideae a tribu Amherstieae. Mezi příbuzné druhy náleží Tamarindus (1 druh pocházející z Madagaskaru a Komorských ostrovů), Paramacrolobium (1 druh v rovníkové Africe) a Cryptosepalum (12 druhů v tropické Africe).

## Význam
Rostliny nemají zásadnější hospodářský význam. Některé druhy jsou využívány v tradiční indické medicíně.
Hořká kůra Humboldtia brunonis se podává při poruchách trávení, kolikách, vředech a pupíncích, ledvinových chorobách a poruchách menstruace. Pasta z kořenových hlízek H. unijuga je využívána jako léčivo na astma. Kůra H. vahliana slouží jako demulgens a je využívána při léčení lepry, epilepsie a vředů.
Dřevo Humboldtia brunonis je v jižní Indii lokálně těženo pod názvem asagi.
Některé druhy jsou celkem zřídka vysazovány jako tropické okrasné dřeviny.